# جوزيه دي أنشيتا
جوزيه دي أنشيتا (بالإسبانية: José de Anchieta) (مارس 19، 1534، سان كريستوبال دي لا لاغونا، تينيريفي - 1597، أنشيتا، البرازيل،) كان أحد الكهنة اليسوعيين التبشيرين الإسبان في البرازيل.
ولد في مدينة سان كريستوبال دي لا لاغونا في جزيرة تينيريفي. تم ابتعاثه إلى جامعة كويمبرا في البرتغال سنة 1548. وهناك انضم إلى جمعية تبشيرية وتم إرساله كمبشرة إلى البرازيل، حيث استمر في التبشير إلى ان توفي هناك في عام 1597. كان أحد المؤسسين الرئيسيين لمدينة ساو باولو وأحد مؤسسي لمدينة ريو دي جانيرو.
تم تكريمه من قبل البابا يوحنا بولس الثاني في عام 1980، وذلك بسبب تفانيه في مساعيه التبشيرية، وسمي «الرسول من البرازيل». طوبت عليه في 3 أبريل 2014 من قبل البابا فرنسيس.

## مبشر في البرازيل
في عام 1553، ضم اليسوعيون أنشيتا إلى المجموعة الثالثة من أعضائهم المرسلة إلى المستعمرة البرتغالية في البرازيل، معتقدين أن المناخ سوف يحسن صحته.

## المصدر
1. 1 2 3  Musica Brasilis Project، QID:Q25427665
2. 1 2 3 4 5 6 7  Paul de Roux (1994). Nouveau Dictionnaire des œuvres de tous les temps et tous les pays (بالفرنسية) (2nd ed.). Éditions Robert Laffont. Vol. 1. p. 87. ISBN:978-2-221-06888-5. OL:853541M. QID:Q28924058.
3. ↑  "CATHOLIC ENCYCLOPEDIA: Joseph Anchieta". www.newadvent.org. مؤرشف من الأصل في 2013-01-13. اطلع عليه بتاريخ 2024-11-14.

- Arte de grammatica da lingua mais usada na costa do Brasil La gramática del Tupí.
- Esbozo de la Vida y Obra del Beato por José María Fornell Lombardo titulada EL PORTENTOSO PADRE JOSÉ DE ANCHIETA, web http://www.jeronimosunol.net/otros/anchieta.html

## وصلات خارجية
- جوزيه دي أنشيتا على موقع الموسوعة البريطانية (الإنجليزية)